# Hôpital de La Charité
L'hôpital de La Charité est un bâtiment construit entre la fin du XVIIe et le début du XVIIIe siècle dans la ville de Dole, dans le département français du Jura (Franche-Comté). C'est aujourd'hui une annexe du Lycée Charles Nodier.

## Historique[2]

### Contexte historique
À la suite de la guerre qui opposait l'Espagne à la France au XVIe siècle, la Franche- Comté devient française. Les nombreuses guerres du XVIIe siècle ainsi que les différents sièges de la ville de Dole, ont engendré une grande mendicité et une augmentation du nombre d'orphelins.
Quelques années auparavant Louis XIV qui envisage une France propre et travailleuse, développant le projet d'hôpital de la Charité. La construction commencera en 1698 sur le Bastion Saint-André pour se terminer 62 ans plus tard, en 1760.
La Charité est un hôpital de bienfaisance. Cette institution a un rôle caritatif, sécuritaire, social et a pour principal but l'éducation d'enfants et d'adolescents. Sont admis filles et garçons de familles nécessiteuses, orphelins, ayant au minimum neuf ans et étant baptisés à Dole. La Charité peut accueillir 60 enfants et engage plusieurs femmes qui obtiennent le titre de gouvernante des enfants. Cette institution forme ses occupants à un métier et dispense une éducation religieuse et morale. Lorsque les enfants atteignent 20 ans, ils sont envoyés (avec un trousseau) chez des artisans et obtiennent un emploi. Le règlement de l'orphelinat se construit sur un encadrement religieux et moral extrêmement dur et éprouvant ce qui pousse ses occupants à fuir. Dès lors qu'il y a une désertion ou une rébellion, les pensionnaires sont envoyés en cellule.
On peut d'ailleurs à l'intérieur encore trouver des traces de cette prison. En effet au rez-de-chaussée au sol on peut encore trouver des anneaux qui étaient prévus pour attacher les prisonniers/mendiants. De plus ce bâtiment, est positionné entre deux canaux et est entouré de murs et de grilles. Cela montre le côté carcéral de ce bâtiment, puisque la mendicité avait été interdite par Louis XIV et les hôpitaux généraux construits pour remettre les récalcitrants dans le droit chemin
En 1798, les Ursulines proposent d'ouvrir une école religieuse pour les filles ainsi qu'un asile pour les vieilles femmes.
Malgré quelques intermèdes où la charité est un hôpital militaire, les Ursulines installent définitivement une école maternelle et primaire pour les filles.
Le site de la Charité était idéal pour une institution de jeunes filles, car protégé par le canal du Rhône au Rhin et le canal des Tanneurs,ce qui permettait de tenir à l'écart les garçons.
Les conditions de ces jeunes filles étaient très insalubres. Le réfectoire se trouvait au sous-sol du bâtiment, lors d'inondations (plutôt fréquentes) les tables étaient surélevées par des planches en bois pour que les élèves puissent quand même prendre leurs repas. De plus, les normes d'hygiène n'étaient vraiment pas optimales, les filles avaient le droit à une douche par semaine prise à plusieurs dans un box à cause de la restriction d'eau.
La loi du 30 octobre 1886 laïcise le personnel des écoles publiques. Les Ursulines doivent donc partir en 1889, la création de l'école Jeanne d'Arc se fait peu de temps après. 1895: Pour les filles qui voulaient poursuivre un enseignement supérieur, est créé un cours primaire supérieur qui permet de préparer le concours d'entrée en école normale. La carrière d'institutrice était une des rares ouvertes aux femmes.
En 1914, la déclaration de guerre perturbe l'institution. La Charité est transformée en hôpital militaire alors que les élèves sont envoyées dans les salles du palais de justice. La vocation militaire sera la même en 1939 où l'internat doit même être fermé. L'armée française est bien vite remplacée par l'armée allemande qui installe des batteries de DCA dans le parc de la Charité pour défendre le pont sur le Doubs. Malgré cette présence militaire, les cours peuvent reprendre à la rentrée d'octobre 1940.
Le lycée Charles Nodier est inauguré en janvier 1965, en présence de Jacques Duhamel, alors député du Jura. Les bâtiments de l'ancien hôpital sont inscrits au titre des monuments historiques par arrêté du 29 novembre 1948.

## Architecture[2]

### Le bâtiment
Le bâtiment est construit sur une rive du canal opposée au couvent des Dames d'Ounans. Ce bâtiment construit en pierre est parfaitement symétrique ce qui lui donne un style austère et militaire. Seule l'entrée latérale n'est pas symétrique. En effet, l'escalier qui permet d'y entrer n'est pas au centre de la façade. Surplombant le bâtiment, un fronton vient « décorer » et «rendre moins austère» ce bâtiment.
Le fronton est composé d'un blason royal avec trois fleurs de lys sur lesquelles reposent une couronne.
De part et d'autre on peut voir des armes, des canons et des drapeaux qui sont des symboles militaires. Ce fronton témoigne de la force du royaume de France qui était gouverné par Louis XIV à cette époque. C'est ce dernier qui a fait construire ce bâtiment. De plus, ce fronton est orienté en direction de la ville, il la surplombe et la domine c'est une référence à la défaite de ta Franche-Comté contre la France.

### Le clocher
Le clocher comtois aujourd'hui disparu différenciait le bâtiment d'un arsenal prouvant son ancienne fonction religieuse.

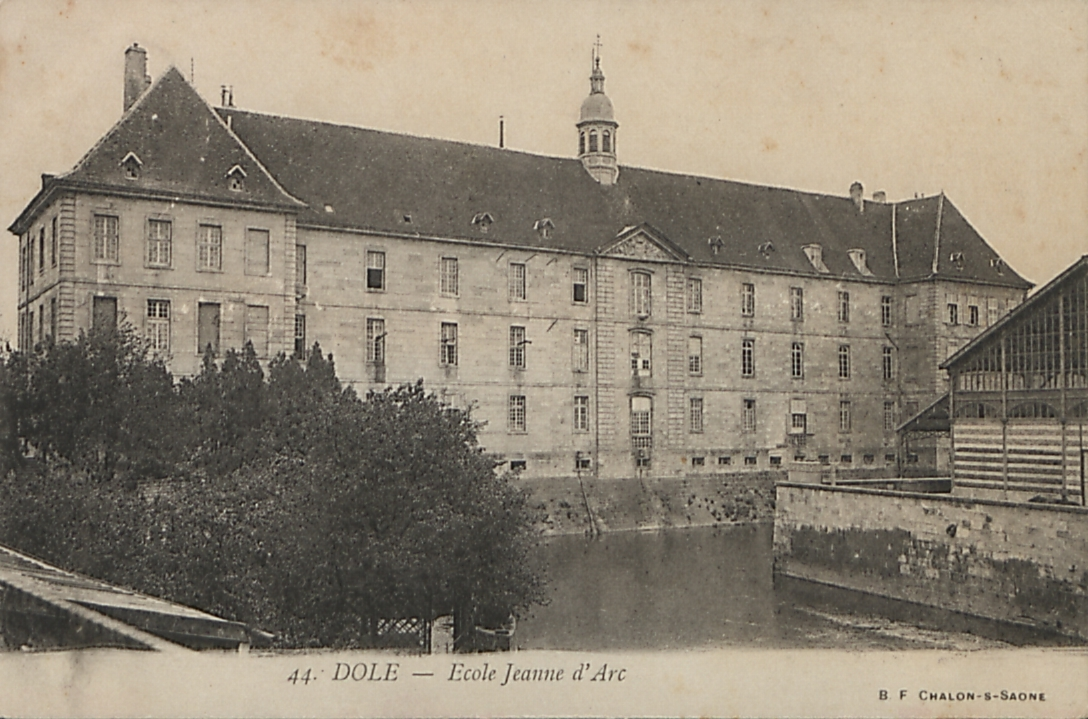
Clocher de La Charité

### Les jardins
Le parc recèle désormais nombreux arbres qui ont toujours été présents car ces derniers camouflaient les défenses en gardant la fumée dégagée par les canons. Actuellement, nous pouvons encore, depuis le jardin, apercevoir les casemates d'artillerie, là où se situaient les canons. À l'intérieur du bastion,, le sol n'était qu'un tas de terre pour absorber les vibrations et le choc des boulets ennemis.
L'Hôtel Dieu l'utilisait comme jardin potager, pour améliorer l'ordinaire avec fruits et légumes frais et pour occuper une partie de ses pensionnaires convalescents. Ainsi, le parc était un lieu d'ergothérapie. À la suite de cela, le parc profita aux sœurs Ursulines et à leurs élèves, un oratoire sera construit par ces dernières ; y seront ajoutées des statues.
En l'occurrence, plusieurs siècles plus tard, en 1940, le bastion Saint-André, sera encore utilisé par les Allemands en y installant une batterie DCA dont quelques bases en béton sont toujours visibles.
En 1966 aura lieu un grand chantier lors de la construction du gymnase. Aujourd'hui, le parc est peu utilisé pour des raisons de sécurité et son accès est très réglementé pour les élèves du lycée Charles-Nodier.